# Episodi di Drei Damen vom Grill (nona stagione)
La nona stagione della serie televisiva Drei Damen vom Grill è stata trasmessa in anteprima in Germania nel corso del 1989.
| nº | Titolo originale              | Titolo italiano | Prima TV Germania | Prima TV Italia |
| -- | ----------------------------- | --------------- | ----------------- | --------------- |
| 1  | Steubenparade                 | inedito         | 1989              | inedito         |
| 2  | Ein Schloss für Marion        | inedito         | 1989              | inedito         |
| 3  | Schlafstörungen               | inedito         | 1989              | inedito         |
| 4  | Schnelle Knete                | inedito         | 1989              | inedito         |
| 5  | Mrs. Färber                   | inedito         | 1989              | inedito         |
| 6  | Kerle, Kummer und Konflikte   | inedito         | 1988              | inedito         |
| 7  | Kleine Geschenke...           | inedito         | 1989              | inedito         |
| 8  | Blumen für die Damen          | inedito         | 1989              | inedito         |
| 9  | Letzter Schliff für La Paloma | inedito         | 1989              | inedito         |
| 10 | Wissen ist Ohnmacht           | inedito         | 1989              | inedito         |
| 11 | Echt Meissen                  | inedito         | 1989              | inedito         |
| 12 | Zorro                         | inedito         | 1989              | inedito         |
| 13 | Der Bär ist los               | inedito         | 1989              | inedito         |